# Fachbereich Elektrotechnik und Informationstechnik der TU Darmstadt
Der  Fachbereich Elektrotechnik und Informationstechnik (etit)  ist ein Fachbereich der Technischen Universität Darmstadt. Mit Stand 2018 ist der Fachbereich Elektrotechnik und Informationstechnik mit 29 Professuren, rund 250 wissenschaftlichen Mitarbeitern und etwa 2.400 Studenten in 10 Studiengängen einer der größten Elektrotechnikfachbereiche in Deutschland.

## Geschichte

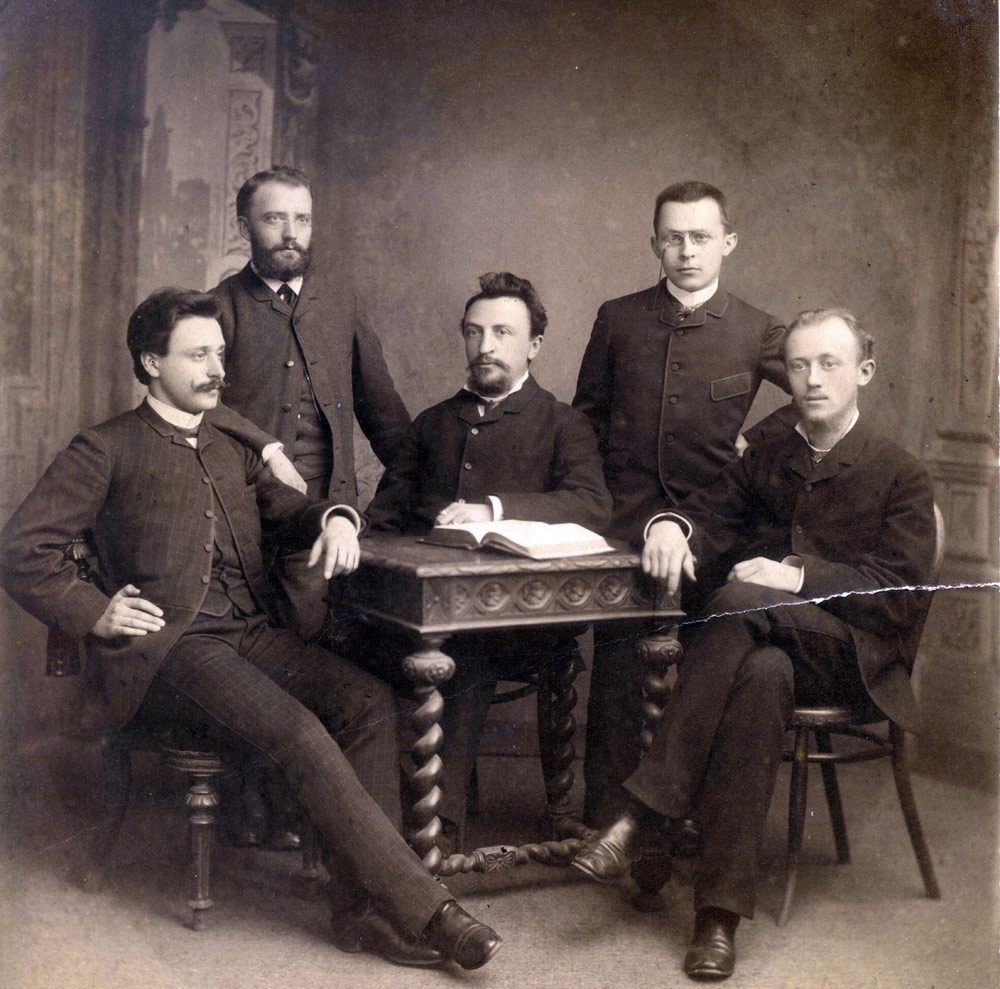
Erasmus Kittler (Bildmitte) im Kreise seiner Studenten an der TH Darmstadt, um 1886

Im Jahr 1882 wurde der Elektrotechnik-Pionier und Physiker Erasmus Kittler auf den weltweit ersten Lehrstuhl für Elektrotechnik berufen. Ein Jahr später wurde die Fakultät für Elektrotechnik an der TH Darmstadt gegründet und der weltweit erste Studiengang für Elektrotechnik angeboten. Unter den ersten Studenten Kittlers waren unter anderem Michail von Dolivo-Dobrowolsky und Carl Hering.
Karl Wirtz wurde im Jahr 1894 auf den ersten nachrichtentechnischen Lehrstuhl Deutschlands berufen. 1907 entwickelte Rudolf Goldschmidt den Goldschmidt-Alternator, die die erste Funkverbindung zwischen den USA und Deutschland ermöglichte. Später erfand er zusammen mit Albert Einstein mehrere Geräte, darunter Hörgeräte und Lautsprecher. Sie erhielten 1933 das Patent für den Bau eines Lautsprechers.
Nach Kittlers Ausscheiden aus dem Lehrbetrieb im Jahr 1914 verlieh ihm die Technische Hochschule Darmstadt die Ehrendoktorwürde und berief Waldemar Petersen zu seinem Nachfolger.
Im Jahr 1930 wurde Hans Busch im neu eingerichteten Institut für Nachrichtentechnik als Professor berufen. Er begründete an der TH Darmstadt die moderne Elektronenoptik und schafft damit die Grundlagen für das Elektronenmikroskop. Unter dem NS-Regime wurde die Fakultät für Elektrotechnik von 1933 bis 1945, ebenso wie die TH Darmstadt, mit der nationalsozialistischen Diktatur gleichgeschaltet.
1952 wurde Karl Küpfmüller berufen. Er begründete die Systemtheorie der elektrischen Nachrichtenübertragung und leistete damit einen wesentlichen Beitrag zur Entwicklung des Telefonfernverkehrs. 1924 stellte er eine Beziehung zwischen der Bandbreite und der Dauer der Schwingung von Signalen her, die später als Küpfmüllersche Unbestimmtheitsrelation bekannt wurde.
Von 1962 bis 1974 war Kurt H. Debus der erste Direktor des John F. Kennedy Space Center. Während dieser Zeit war er verantwortlich für den Start des Apollo-Programms einschließlich der sechs Mondlandungen Apollo 11 bis Apollo 17. Apollo 13 wurde vorzeitig abgebrochen. Unter seiner Leitung wurden folgende Missionen durchgeführt: 1961 Alan Shepard, erster Amerikaner im All, 1962 John Glenn, erster Amerikaner im Orbit der Erde, 1969 Neil Armstrong, erster Mensch auf dem Mond und 1973 Start des Raumlabors Skylab.
Der im Jahr 1964 auf das Fachgebiet Nachrichtenverarbeitung berufene Robert Piloty übte Einfluss am Aufbau der Datentechnik und der Etablierung der Informatik als eigenständige Fachdisziplin aus. 1968 wurde der erste Informatikstudiengang deutschlandweit auf Initiative von Robert Piloty und Winfried Oppelt an der Fakultät für Elektrotechnik eingerichtet.
1969 gründeten Absolventen der TH Darmstadt die Software AG. Zu den Gründern gehörten Peter Pagé, Absolvent der Elektrotechnik, und Peter Schnell, Absolvent der Mathematik und Physik. Ein Jahr später absolvierte John Tu ein Studium der Elektrotechnik. Später gründete er Kingston Technology.
Im Jahr 1971 wurden die Fakultät für Elektrotechnik in die drei Fachbereiche Elektrische Energietechnik, Nachrichtentechnik und Regelungs- und Datentechnik aufgeteilt. Im Jahr 1975 wurde Gerhard Sessler, der Entwickler des Folien-Elektretmikrofons auf den Lehrstuhl für Elektroakustik berufen. Er entwickelte am Fachbereich im Jahr 1983 das Siliziummikrofon.
Das an der TU Darmstadt entwickelte Elektrofahrzeug „Pinky“ gewann 1990, 1991 und 1992 die Tour de Sol, die Weltmeisterschaft der Solarfahrzeuge. Pinky ist heute im Deutschen Museum in München ausgestellt. Aus der Arbeitsgruppe entwickelte sich später die Akademische Solartechnikgruppe Akasol. Viele Unternehmen entstammen von Akasol, darunter die gleichnamige Akasol AG.
Der erste Lehrstuhl für erneuerbare Energien in Deutschland wurde im Jahr 1996 eingerichtet und mit Thomas Hartkopf besetzt. Hartkopf und sein Team entwickelten die Energiesysteme der Solarhäuser, die 2007 und 2009 den Solar Decathlon gewannen.
Im Jahr 1997 schlossen sich die Fachbereiche Elektrische Nachrichtentechnik und Regelungs- und Datentechnik wieder zum heutigen Fachbereich Elektrotechnik und Informationstechnik zusammen. Zwei Jahre später erfolgte der Anschluss des Fachbereichs Elektrische Energietechnik.
Im Jahr 2003 zeichnete Technology Review, die Zeitung des Massachusetts Institute of Technology (MIT), Rolf Isermann, Professor an der TU Darmstadt, als Wissenschaftler aus, weil seine Forschungen zu neuen Technologien die gesamte Lebens- und Arbeitswelt der Menschen nachhaltig verändern werden. Die Zeitschrift hat ihn als weltweit besten Repräsentanten für den Bereich der Mechatronik ausgezeichnet.
Im Jahr 2013 wurde der deutschlandweit erste Lehrstuhl für Bioinspirierte Kommunikationssysteme am Fachbereich für Elektrotechnik und Informationstechnik eingerichtet.

## Forschungsschwerpunkte
Das Forschungsprofil des Fachbereichs etit deckt etablierte Forschungsbereiche wie z. B. die Automatisierungstechnik, Mikrowellentechnik, Nachrichtentechnik, theoretische Elektrotechnik, Datentechnik, Mikroelektronik und den Bereich der elektrische Energietechnik ab. Ein Teil der Forschung am Fachbereich wird durch die fachgebietsübergreifenden Aktivitäten in Graduiertenkollegs, LOEWE-Schwerpunktprogrammen und DFG-Sonderforschungsbereichen ermöglicht.
Darüber hinaus existieren drei Forschungsschwerpunkte am Fachbereich:

### Mechatronics, Automation & Sensors
Der Forschungsschwerpunkt beschäftigt sich mit der Erforschung der Regelung technischer Prozesse, der Charakterisierung und Anwendung mechatronischer Systeme und der dazu notwendigen Sensorik zur Erfassung physikalischer Größen. Er beinhaltet die Bereiche Automatisierungstechnik, Mechatronik, Mikrotechnik und Elektromechanische Systeme, Mess- und Sensortechnik sowie die Lichttechnik. Der Forschungsschwerpunkt ist durch eine Kooperation mit dem Fachbereich Maschinenbau und der Halbleitertechnologie im Zusammenhang mit mikrotechnisch hergestellten Sensorsystemen gekennzeichnet.

### Electrical Power Systems
Im Fokus des Forschungsschwerpunktes Electrical Power Systems steht die Erforschung der Erzeugung, Verteilung und Anwendung elektrischer Energie.

### Information & Communication Technology
Der Forschungsschwerpunkt Information & Communication Technology befasst sich mit der Systemtheorie, der Charakterisierung elektronischer Bauelemente und Netze und allen im Bereich Informationsübertragung und -verarbeitung relevanten Anwendungen. Er umfasst die Bereiche Datentechnik, Hochfrequenz- und Nachrichtentechnik sowie das Gebiet der Photonik.

## Studiengänge
Der Fachbereich Elektrotechnik und Informationstechnik bietet 10 Studiengänge an und ist an fünf weiteren Studiengängen in Kooperation mit anderen Fachbereichen der TU Darmstadt beteiligt. In den Studiengängen können die akademischen Grade Bachelor of Science, Bachelor of Education und Master of Science erworben werden.
| Studiengänge am Fachbereich etit          | Abkürzung | Abschluss              |
| ----------------------------------------- | --------- | ---------------------- |
| Elektrotechnik und Informationstechnik    | etit      | B.Sc., M.Sc. und B.Ed. |
| Information and Communication Engineering | iCE       | M.Sc.                  |
| Mechatronik                               | MEC       | B.Sc. und M.Sc.        |
| Informationssystemtechnik                 | iST       | B.Sc. und M.Sc.        |
| Medizintechnik                            | MedTec    | B.Sc. und M.Sc.        |

## Absolventen und Wissenschaftler
- Erasmus Kittler
- Winfried Oppelt
- Gerhard Sessler
- Michail von Dolivo-Dobrowolsky
- Carl Hering
- Karl Wirtz
- Rudolf Goldschmidt
- Waldemar Petersen
- Theodor Schultes
- Kurt H. Debus
- Hans Busch
- Karl Küpfmüller
- Robert Piloty
- Rolf Isermann
- Heinrich Buschmann
- Bernhard Cramer
- Thomas Weiland
- Ralf Steinmetz
- John Tu
- Peter Pagé